# James Vernon
James Vernon (1646-1727) est un administrateur et homme politique britannique qui siège à la Chambre des communes anglaise et britannique entre 1679 et 1710. Il est secrétaire d'État des départements du Nord et du Sud pendant le règne de Guillaume III d'Orange-Nassau.

## Jeunesse
Vernon est un fils cadet de Francis Vernon de Londres (un descendant des Vernon de Haslington, Cheshire et Hanbury, Worcestershire) et de sa femme, Anne Welby, veuve, fille de George Smithes, un orfèvre de Londres . Comme son frère aîné Francis Vernon (en), il est un ancien élève de Charterhouse School et s'est inscrit à Christ Church le 19 juillet 1662, âgé de 16 ans. Il est diplômé BA en 1666, et MA en 1669 . Il est marié, par licence daté du 6 avril 1675, à Mary Buck, fille de Sir John Buck, 1er baronnet de Hamby Grange, Lincolnshire. En 1676, il est incorporé au St John's College, à Cambridge.

## Début de carrière
En mars 1672, Joseph Williamson emploie Vernon à recueillir des nouvelles en Hollande. En juin suivant, il se rend avec Lord Halifax pour sa mission auprès de Louis XIV. À son retour, il devient secrétaire du duc de Monmouth. Il aurait enlevé les mots "fils naturel" du brevet conférant le commandement en chef au duc en 1674, mais aurait quitté son service en 1678. Il est élu aux élections générales de mars 1679 en tant que député de l'université de Cambridge . Il entre ensuite au bureau du secrétaire d’État en tant que greffier et rédacteur en chef de la London Gazette. Il échangea ces fonctions lors de la révolution pour le poste de secrétaire particulier de Charles Talbot (1er duc de Shrewsbury). À la démission de Shrewsbury, Vernon sert dans les mêmes fonctions, sir John Trenchard, qui l'utilise en Flandre à l'été 1692 pour fournir des rapports sur les mouvements de l'armée à Sir William Dutton Colt, ministre britannique à Celle. En 1693, il est nommé commissaire des prix jusqu'en 1705.
Lors des Élections générales anglaises de 1695, Vernon est réélu au Parlement en tant que député de Penryn, dans les Cornouailles. Au retour de Shrewsbury au pouvoir (mars 1693-1634), Vernon reprend ses anciennes fonctions avec lui. La mauvaise santé de Shrewsbury, cependant, et le cours des événements mirent bientôt Vernon en évidence, et pendant les absences du roi sur le continent, il remplit les fonctions de secrétaire des lords juges. C’est à lui qu’incombe principalement le mandat d’enquêter sur le complot d’assassinat et de faire taire les accusations portées par Sir John Fenwick (1645-1697) contre Godolphin, Shrewsbury, Marlborough et Russell. À l'appui de la loi contre Fenwick, il fait le 25 novembre 1696 le seul discours important de sa carrière parlementaire. La dextérité dont il fait preuve dans cette affaire et la retraite virtuelle de Shrewsbury renforcent son poids politique. Sur proposition de Robert Spencer (2e comte de Sunderland) il obtient le sceau à la démission de Sir William Trumbull et est admis au conseil privé (5 décembre 1697). Bien qu'il n'ait pas officiellement succédé au département de Shrewsbury lors de sa démission, le 12 décembre 1698, il est désormais pratiquement secrétaire des deux départements jusqu'à la nomination au département du sud du comte de Jersey, le 14 mai 1699. Lors de l'élection générale anglaise de 1698, il est réélu comme député de Westminster .

## Secrétaire d'État
Il est traité par le roi plutôt comme un employé que comme un ministre. Il a à peine connaissance des négociations pour la paix de Ryswick et du Traité de La Haye (1698). Il ne savait rien jusqu'à ce que le projet soit placé entre ses mains pour être transmis à John Somers. Il se rend à Royal Tunbridge Wells avec un esprit décidé contre le traité et, bien qu'il rédige la commission vierge et la transmet à la Hollande, il approuve pleinement, s'il n'inspire pas, la lettre avec laquelle Somers l'accompagne (28 août 1698). Lorsque le traité est signé, il rédige les formes de ratification nécessaires et les authentifie par Somers sous le grand sceau. Somers étant le seul des ministres en Angleterre, il partage le secret des articles séparés. Lorsque le traité est soumis à la ratification du Parlement, Hans Willem Bentinck (1er comte de Portland), qui est le premier touché par l'attaque, cherche à partager sa responsabilité avec Vernon, qu'il présente comme étant au courant et participant à la négociation dès le début. Vernon se dégage de cette accusation en produisant, avec la permission du roi, sa correspondance et, bien que non moins responsable que Somers du parcours suivi à Tunbridge Wells, il est omis des articles de destitution et demeure en poste. Il est en fait l'unique secrétaire d’État pendant l'intervalle du 2 mai au 5 novembre 1700, entre la démission d'Edward Villiers (1er comte de Jersey) et la nomination de sir Charles Hedges, et conserve les sceaux lorsque Hedges cède la place au duc de Manchester le 1er janvier 1701.

## Démission et fin de carrière
Fervent whig, Vernon observe avec une vive inquiétude la mort du duc de Gloucester le 30 juillet 1700 et propose que le roi se remarie et que la succession soit réglée, à défaut de descendance, dans la lignée hanovrienne, écartant ainsi Anne. Cette proposition le rend si odieux aux conservateurs que, peu après l’avènement d’Anne, il est renvoyé et remplacé par Daniel Finch (2e comte de Nottingham). Il est réélu député de Westminster aux deux élections générales de 1701. Il ne se présente pas aux Élections générales anglaises de 1702. À titre de pension, il reçoit le 29 juin 1702 la sinécure du caissier de la réception de l'échiquier. Il est de nouveau réélu député de Penryn aux élections générales de 1705, puis aux élections générales de 1708 en Grande-Bretagne. Il perd son poste en septembre 1710 à la suite de la victoire décisive des conservateurs, mais est par la suite récompensé par une prime de 700 £ et une pension annuelle de 600 £. Il ne se présente pas aux élections générales britanniques de 1710 . Il est l'un des commissaires à qui, le 28 août 1716, le Sceau privé est confié pendant l'absence de Sunderland sur le continent, mais n'obtient aucun autre poste sous le règne de George Ier.

## Famille et héritage
L'épouse de Vernon, Mary, décédée le 12 octobre 1715, il se remarie avec Arethusa Boyle, fille de Charles Boyle, Lord Clifford. Ses derniers jours sont passés à la retraite à Watford, Hertfordshire, où il est décédé le 31 janvier 1727. Ses restes sont inhumés à l'église paroissiale de Watford. Lui et sa première femme, Mary, ont deux fils et deux filles, dont Mary qui épouse Michael Harrison, député de Lisburn, comté d'Antrim. Son fils aîné, James Vernon le Jeune (décédé en 1756), est ambassadeur à Copenhague. Son plus jeune fils, Edward Vernon (1684-1757), devient un amiral célèbre pour sa victoire à Porto Bello. Le fils de Vernon par sa seconde épouse, Arethusa, Francis Vernon (1er comte de Shipbrook), est créé comte de Shipbrook en 1777.